# فو هایفنگ
فو هایفنگ (متولد ۲۳ اوت ۱۹۸۳ در گوانگدونگ) یک بازیکن بدمینتون اهل چین است. از اون به عنوان یکی از برترین بدمینتون‌بازان دوبل تاریخ بدمینتون یاد می‌شود. او یک مدال نقره و ۲ مدال طلای المپیک در کارنامه خود دارد.